# Универзитет Галатасарај
 Галатасарај Универзитет  (тур. Galatasaray Üniversitesi) је високошколска установа, која се налази у Галати, у Истанбулу.

## Опште информације
Галатасарај Универзитет је основан 1992. године, на основу вишег образовања при дворској елитној Ендерун школи под султаном Бајазитом II, 1481. године. Универзитет је cмештен у Бешикташу , на европској страни Босфора. Универзитет је члан Балканске мреже универзитета.

## Факултети
- Факултет страних језика
- Факултет техничких наука
- Факултет за информатику и комуникације
- Факултет националне економије (економски)
- Факултет за књижевност и естетику
- Правни факултетет

## Институти
- Институт за социологију
- Институт природних наука